# Peter Füssli (Glockengiesser, 1577)

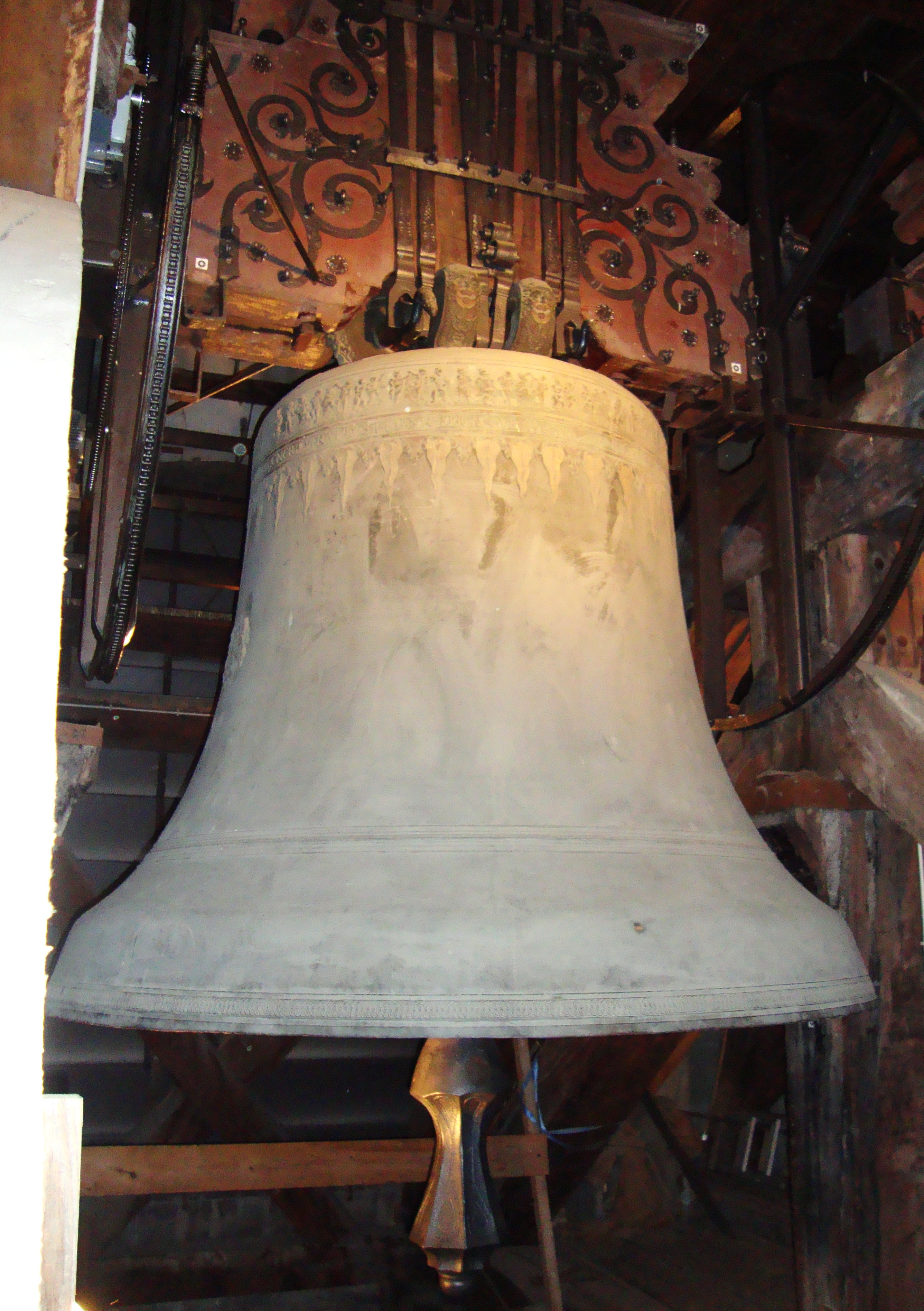
Grosse Glocke im Berner Münster von 1611

Peter Füssli (* 1577 in Zürich; † 1629 ebenda) war ein Schweizer Glockengiesser.
Seine Eltern waren der Glockengiesser Peter Füssli und Magdalena Bürkli. Er heiratete 1603 Küngold Vögeli, 1606 Susanna Kasthofer und 1613 Anna Kitt.
Zwischen 1604 und 1610 goss er zusammen mit seinem Vater 24 Glocken und weiter bis 1615 mit seinem Bruder Hans Peter 17 Glocken. 1611 hatte er zusammen mit Meister Abraham Zender, dem ehemaligen Diener von Franz Sermond, die 195 Zentner schwere Glocke für das Berner Münster gegossen. Von 1615 bis 1629 goss er Münzwerk und Büchsenzeug. Für das Neue Münster goss er im Auftrag von Abt Caspar II. Thoma eine große Glocke vor Ort.
1619 wurde er zum Zürcher Zunftmeister der Schmiede erwählt. Er war Vogt von Rieden (ZH) und Wiedikon, Obmann der Schützengesellschaft am Platz und ab 1629 Hardherr.